# Fritz Manteuffel
Julius Carl Fritz (Fritz) Manteuffel (Berlijn, 11 januari 1875 - onbekend, 21 april 1941) was een Duits turner.

## Belangrijkste resultaten
Manteuffel won tijdens de Olympische Zomerspelen 1896 in het Griekse Athene de gouden medaille het het Duitse team op zowel de rekstok als aan de brug. Individueel viel Manteuffel buiten de medailles. Vanwege Manteuffel zijn deelname aan de spelen werd hij door de Duitse bond uitgesloten van nationale wedstrijden in Berlijn. Manteuffel nam ook deel aan de tweede Olympische Zomerspelen in Parijs en behaalde daar de 72ste plaats in de meerkamp.

### Olympische Zomerspelen
| Jaar | Plaats | Resultaten |
| ---- | ------ | --- |
| 1896 | Athene | rekstok team · brug team · deelgenomen paard voltige · deelgenomen sprong · deelgenomen brug · deelgenomen rekstok · |
| 1900 | Parijs | 72e meerkamp |